# Canini (tribo)
Canini é uma classificação taxonômica que representa a tribo canina da subfamília Caninae (os caninos), e é irmã da tribo raposa Vulpini. Os Canini surgiram há 9 milhões de anos. Este grupo foi representado pela primeira vez por Eucyon, principalmente por Eucyon davisi que se espalhou amplamente pela América do Norte e é basal para os outros membros da tribo.  Seus membros são informalmente conhecidos como cães verdadeiros.

## Taxonomia
As características críticas que marcam os Canini como um grupo monofilético incluem o aumento consistente do seio frontal, frequentemente acompanhado pela perda correlacionada da depressão na superfície dorsal do processo pós-orbital ; a expansão posterior do processo paroccipital; o aumento do processo mastoide; e a ausência de alargamento lateral da borda orbital do zigoma.

### Dieta
Os cães caracterizam-se por ser uma tribo de canídeo macropredatória e omnívora, e como todo predador, acabam sendo um caçador especializado de pequenos a grandes animais. Suas presas são ungulados, aves, reptéis, peixes, anfíbios, focas, afrotérios, primatas, como os símios (macacos), roedores, ouriços, musaranhos, doninhas, mangustos, marsupiais, xenartras, pangolins, monotremados, plantas, carniça e até invertebrados, cujos mais visados são divididos em duas faixas de peso, a primeira sendo o tamanho grande 240―650 kg e tamanho médio 23―130 kg, e possuem massa corporal similar à dos Cães caso combinados em peso, sozinhos ou de uma alcatéia. Os cães são especializados em visar como alvo os espécimes mais fracos. Com 15 lobos, por exemplo, podem matar um cavalo ou um alce adulto.

### Genêros
Existem + de 15 genêros de cães verdadeiros
| Imagem                         | Gênero                          | Espécies |
| ------------------------------ | ------------------------------- | --- |
|                                | Canis (Linnaeus, 1758)          | - cão doméstico (Canis lupus familiaris) - lobo (Canis lupus) - lobo vermelho (Canis rufus) - lobo oriental (Canis lycaon) - coiote (Canis latrans) - chacal dourado (Canis aureus) - Lobo africano (Canis lupaster) - Lobo etíope (Canis simensis)       |
|                                | Cuon (Hodgson, 1838)            | - Dhole (Cuon alpinus) |
|                                | Lupulella (Hilzheimer, 1906)    | - Chacal listrado (Lupulella adusta Sundevall, 1847) - Chacal de dorso preto (Lupulella mesomelas Schreber, 1775) |
|                                | Lycaon Brookes, 1827            | - Cão selvagem africano (Lycaon pictus Temminck, 1820) - † Lycaon sekowei Hartstone-Rose et al., 2010 |
|                                | †Cynotherium (Studiati, 1857)   | - † Cão-selvagem da Sardenha (Cynotherium sardous) |
|                                | †Eucyon (Tedford & Qiu, 1996)   | - † Eucyon Davis |
|                                | †Aenocyon (Merriam, 1918)       | - † Lobo terrível (Aenocyon dirus) |
|                                | Speothos (Lund, 1839)           | - cachorro vinagre (Speothos venaticus) - † Speothos pacivorus |
|                                | Atelocynus (Cabrera, 1940)      | - cachorro do mato de orelhas curtas (Atelocynus microtis) |
|                                | Chrysocyon (C.E.H. Smith, 1839) | - lobo guará (Chrysocyon brachyurus) - † lobo guará da pré história (Chrysocyon nearcticus) |
|                                | † Dusicyon (CEH Smith, 1839)    | - † Dusicyon australis - † Dusicyon avus - † Dusicyon cultridens |
|                                | Lycalopex (Burmeister 1854)     | - Culpeo ou raposa andina, Lycalopex culpaeus - Raposa de Darwin, Lycalopex fulvipes - Raposa cinzenta argentina, Lycalopex griseus - Raposa-dos-pampas, Lycalopex gymnocercus - Raposa Sechuran, Lycalopex sechurae - Raposa-do-campo, Lycalopex vetulus |
|                                | Cerdocyon (C.E.H. Smith, 1839)  | - cachorro do mato (Cerdocyon thous) |
|                                | †Protocyon (Giebel 1855)        | - † P. orcesi Hoffstetter 1952 - † P. tarijensis Ameghino 1902 - † P. troglodytes Lund 1838, tipo |
| †Theriodictis (Mercerat, 1891) | - † Theriodictis platensis      | |